# ولش (مینه‌سوتا)
ولش (به انگلیسی: Welch) یک منطقهٔ مسکونی در ایالات متحده آمریکا است که در ولش تاون‌شیپ قرار دارد. ولش ۲۲۰٫۰۷ متر بالاتر از سطح دریا واقع شده‌است.